# William Ringström
Carl William Ivar Ringström (født 29. september 2000) er en svensk tidligere skuespiller. Som 11-årig blev han kendt for rollen som Sune Andersson i filmen Sune i Grækenland (2012), og medvirkede desuden i efterfølgerne Sune på bilferie (2013) og Sune på fjeldet (2014).
Udover rollen som Sune lagde William Ringström også svensk stemme til karakteren Greg fra den amerikanske miniserie Det Ukendtes Skov i 2015. Samme år valgte han at trække sig fra skuespil og har ikke optrådt i andre film siden.

## Filmografi
- Sune i Grækenland (2012)
- Sune på bilferie (2013)
- Sune på fjeldet (2014)
- Det Ukendtes Skov (2015, svensk stemme)